# Chương trình vũ trụ có người lái của Ấn Độ
Chương trình vũ trụ có người lái của Ấn Độ Indian Human Spaceflight Programme (IHSP) là một chương trình vũ trụ do Tổ chức nghiên cứu vũ trụ Ấn Độ (ISRO) tiến hành vào năm 2007 để phát triển các công nghệ cần thiết cho việc phóng tàu vũ trụ có người lái lên quỹ đạo Trái đất tầm thấp. Sứ mệnh phóng tàu có người lái đầu tiên mang tên Gaganyaan 1, được lên kế hoạch thực hiện vào tháng 6 năm 2022 bằng tên lửa đẩy GSLV Mark III.
Trước khi tuyên bố về sứ mệnh Gaganyaan vào tháng 8 năm 2018, việc đưa người vào không gian không phải là nhiệm vụ ưu tiên của ISRO, nhưng ISRO đã thực hiện những nghiên cứu công nghệ liên quan đến sứ mệnh này, trong đó có thử nghiệm phóng và thu hồi module chứa các phi hành gia và thử nghiệm hủy bỏ nhiệm vụ bay có người lái. Tháng 12/2018, chính phủ Ấn Độ đã đồng ý cấp thêm 100 tỉ rupee tương đương với 1,5 tỉ đô la Mỹ, để thực hiện một sứ mệnh phóng tàu vũ trụ có người lái kéo dài 7 ngày dành cho phi hành đoàn 2-3 người.
Nếu như sứ mệnh được thực hiện đúng như dự kiến, thì Ấn Độ sẽ trở thành quốc gia thứ 4 có khả năng thực hiện chuyến bay vào vũ trụ có người lái, sau Liên Xô/Nga, Hoa Kỳ và Trung Quốc. Sau khi thực hiện sứ mệnh đưa người vào vũ trụ, ISRO dự định sẽ thực hiện đưa người hạ cánh lên Mặt trăng, và sứ mệnh bay liên hành tinh.

## Lịch sử

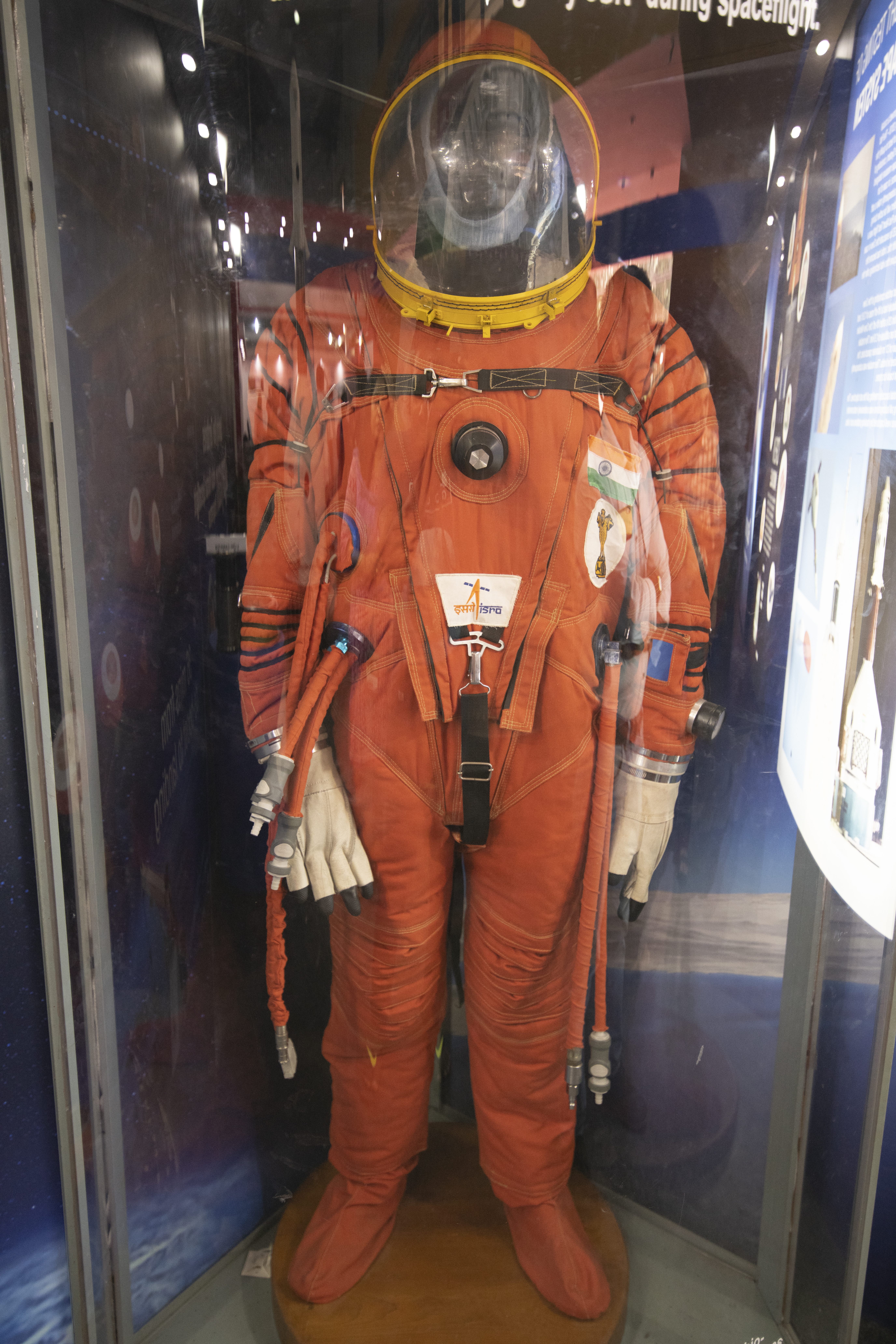
Nguyên mẫu bộ đồ phi hành gia của Ấn Độ

Ngày 9/8/2007, Chủ tịch của ISRO, G. Madhavan Nair, đã đề ra mục tiêu đưa người vào vũ trụ làm mục tiêu chính của ISRO. Ông cũng chỉ thị trong vòng một năm ISRO phải đưa ra báo cáo về việc phát triển module hồi quyển có khả năng thu hồi. Việc phát triển một tên lửa đẩy có khả năng đưa 2 phi hành gia lên quỹ đạo Trái đất tầm thấp đã được bắt đầu sau đó vài tháng, sau khi chính phủ phê duyệt cấp 14,8 triệu đô la cho giai đoạn phát triển tiền dự án từ năm 2007 đến năm 2008. Việc phát triển tàu vũ trụ đưa phi hành gia vào quỹ đạo dự kiến sẽ cần khoản tiền 1,9 tỉ đô la và dành 7 năm để phát triển. Ủy ban Kế hoạch ước tính cần khoản tiền 779,9 triệu đô la cho việc phát triển công nghệ ban đầu trong giai đoạn từ năm 2007-2012. Tháng 2 năm 2009, Chính phủ Ấn Độ phê duyệt tiến hành chương trình đưa người vào vũ trụ.
Vào năm 2007 Ấn Độ đã sử dụng tên lửa Polar Satellite Launch Vehicle (PSLV) phóng thành công Thử nghiệm thu hồi module hồi quyển (Space Capsule Recovery Experiment) (SRE), và sau đó đã thu hồi lại thành công module này sau khi nó quay trở lại bầu khí quyển 12 ngày sau đó. Tiếp theo, Ấn Độ tiếp tục thực hiện phóng Thử nghiệm thu hồi module hồi quyển có người lái (Crew Module Atmospheric Re-entry Experiment), và Thử nghiệm hủy sứ mệnh bay có người lái vào năm 2018. Những thử nghiệm này đã giúp Ấn Độ đánh giá và hoàn thiện công nghệ và vật liệu chịu nhiệt cho các chuyến bay có người lái trong tương lai.
Tổ chức nghiên cứu và phát triển Quốc phòng Ấn Độ (DRDO) sẽ chịu trách nhiệm cung cấp sự hỗ trợ cho sứ mệnh đưa người vào không gian. Phòng thí nghiệm thực phẩm quốc phòng (DFRL) sẽ đảm nhận nghiên cứu thực phẩm và bộ đồ phi hành gia dùng trong vũ trụ. Trong khi module du hành có đủ sức chứa 3 phi hành gia, nhưng sứ mệnh quỹ đạo đầu tiên có thể sẽ chỉ có 1 hoặc 2 phi hành gia.
Sau khi thành công trong các cuộc thử nghiệm các công nghệ liên quan đến du hành vũ trụ, Chương trình vũ trụ có người lái đã được bắt đầu vào năm 2017, và được phê duyệt bởi Thủ tướng Ấn Độ vào ngày 15/8/2018. Giai đoạn thử nghiệm dự kiến được bắt đầu vào tháng 12 năm 2020 và chuyến bay đầu tiên của phi hành đoàn sẽ diễn ra vào tháng 12 năm 2021. Tuy nhiên, lịch trình này đã bị lùi lại do ảnh hưởng từ dịch Covid-19. Theo đó, chuyến bay thử nghiệm không người lái vào vũ trụ sẽ không thể tiến hành sớm hơn tháng 6/2022, và chuyến bay thử nghiệm thứ 2 sẽ diễn ra vào 2022–23. Chuyến bay có người lái sẽ diễn ra vào năm 2023.

## Link ngoài
- President Kalam's vision: India will land on the Moon in August 2025
- Hindustan Aeronautics Ltd (HAL) hands over the first ‘Crew Module Structural Assembly’ to ISRO. 13 February 2014.